# Hugo Gevers
Pour les articles homonymes, voir Gevers.
Hugo Gevers, né le 26 octobre 1765 à Rotterdam et mort le 9 janvier 1852 à La Haye, est un homme politique néerlandais.

## Biographie
Patriote, il participe à la Révolution batave à Rotterdam. Il devient échevin en 1784 mais est contraint de quitter la ville en 1788, après la restauration orangiste.
Marchand à Dordrecht, il devient membre de la municipalité de la ville et de l'assemblée provisoire de Hollande en 1795, lors de la mise en place de la République batave. À la mort de Pieter Paulus en mars 1796, le meneur de la Révolution, Gevers est élu pour le remplacer à l'assemblée nationale batave. 
Modéré, il siège à la commission des Relations extérieures. Il est réélu en août 1797, lors du renouvellement de l'assemblée, qu'il préside du 16 au 30 octobre 1797. Il tente d'obtenir le soutien du gouvernement français et de son ambassadeur François Noël, pour favoriser la rédaction d'une constitution unitaire modérée. Toutefois, le Directoire français décide soutenir les unitaristes radicaux menés par Pieter Vreede. Lors du coup d'État du 22 janvier 1798, il est assigné à résidence puis emprisonné à La Haye. Libéré après le coup d'État du 12 juin suivant, il se retire de la vie politique.
En 1812, Gevers est nommé à la municipalité de Dordrecht. Il participe activement aux mouvements révolutionnaires de la fin de 1813 contre les Français. Il est nommé maire de Dordrecht en 1815 et le reste jusqu'en 1824, lorsqu'il est nommé à la Cour suprême du royaume des Pays-Bas.